# Texas Legends 2010-2011
La stagione 2010-11 dei Texas Legends fu la 4ª nella NBA D-League per la franchigia.
I Texas Legends arrivarono sesti nella Western Conference con un record di 24-26. Nei play-off persero nei quarti di finale con i Tulsa 66ers (2-0).

## Roster
| N° | Naz.                   | Ruolo | Sportivo          | Anno | Alt. | Peso |
| -- | ---------------------- | ----- | ----------------- | ---- | ---- | ---- |
| 4  | Stati Uniti (bandiera) | G     | Justin Dentmon    | 1985 | 183  | 84   |
| 9  | Stati Uniti (bandiera) | G     | Dominique Johnson | 1987 | 191  | 88   |
| 11 | Stati Uniti (bandiera) | G     | Booker Woodfox    | 1986 | 185  | 84   |
| 12 | Stati Uniti (bandiera) | G     | Dar Tucker        | 1988 | 193  | 93   |
| 12 | Stati Uniti (bandiera) | AC    | Sean Williams     | 1986 | 208  | 107  |
| 15 | Stati Uniti (bandiera) | G     | Dominique Jones   | 1988 | 193  | 98   |
| 17 | Stati Uniti (bandiera) | G     | Pierce Caldwell   | 1988 | 191  | 91   |
| 18 | Stati Uniti (bandiera) | G     | Kelvin Lewis      | 1988 | 193  | 88   |
| 21 | Stati Uniti (bandiera) | G     | Rashad McCants    | 1984 | 193  | 91   |
| 22 | Stati Uniti (bandiera) | GA    | Reece Gaines      | 1981 | 198  | 106  |
| 23 | Stati Uniti (bandiera) | A     | Joe Alexander     | 1986 | 203  | 100  |
| 24 | Stati Uniti (bandiera) | G     | Chris Roberts     | 1988 | 193  | 93   |
| 24 | Stati Uniti (bandiera) | GA    | Curtis Terry      | 1985 | 196  | 93   |
| 32 | Stati Uniti (bandiera) | AC    | Matt Rogers       | 1987 | 211  | 102  |
| 33 | Stati Uniti (bandiera) | G     | Antonio Daniels   | 1975 | 193  | 88   |
| 34 | Stati Uniti (bandiera) | A     | Keith Clark       | 1987 | 203  | 111  |
| 41 | Stati Uniti (bandiera) | A     | Reece Hampton     | 1980 | 196  | 88   |
| 42 | Stati Uniti (bandiera) | A     | Ronald Allen      | 1984 | 208  | 111  |
| 99 | Senegal (bandiera)     | C     | Moussa Seck       | 1986 | 226  | 100  |

## Staff tecnico
- Allenatore: Nancy Lieberman
- Vice-allenatori: Scott Flemming, David Wesley
- Preparatore atletico: Jackie Fisher